# Fitzroyeiland
Fitzroyeiland is een eiland dat ongeveer 0,8 km ten oosten van het zuidelijke deel van Stoningtoneiland ligt. Het eiland ligt in de Nenybaai op Antártica, het door Chili geclaimde deel van het Zuidpoolgebied. Het eiland werd als eerste ontdekt door de British Graham Land Expedition in 1936 en werd door U.S. Antartic Service op de kaart gezet in 1939.